# Liste der Monuments historiques in Lent (Ain)
Die Liste der Monuments historiques in Lent (Ain) führt die Monuments historiques in der französischen Gemeinde Lent auf.

## Liste der Bauwerke
| Bezeichnung  | Beschreibung              | Standort | Kennzeichnung | Schutzstatus | Datum | Bild           |
| ------------ | ------------------------- | -------- | ------------- | ------------ | ----- | -------------- |
| Fachwerkhaus | Erbaut im 16. Jahrhundert | (Lage)   | PA00116419    | Inscrit      | 1937  | weitere Bilder |

## Liste der Objekte
- Monuments historiques (Objekte) in Lent (Ain) in der Base Palissy des französischen Kultusministeriums